# Pierre Fresnault-Deruelle
Pour les articles homonymes, voir Deruelle.
Pierre Fresnault-Deruelle, né le 5 octobre 1943, est un sémiologue français, spécialiste de la sémiologie de l'image. Auteur de nombreux d'articles et d'une vingtaine d'ouvrages consacrés à la peinture figurative, l'affiche (propagande et publicité), la photographie, mais aussi à la bande dessinée (il soutient en 1970 une des premières thèses universitaires consacrées à la bande dessinée, sous la direction de Michel Arrivé). Il enseigne à l'IUT de Tours de 1970 à 1992, puis à l'université Paris I de 1992 à 2009, établissement dont il est professeur émérite.
Pierre Fresnault-Deruelle crée Le Mucri (musée critique de la Sorbonne) en 2000 et écrit nombre de scénarios pour le Musée de Poche (série de films documentaires sur les Musées des Beaux-Arts de Tours, Issoudun et Orléans).
Pierre Fresnault-Deruelle dirige la thèse d'arts plastiques et sciences de l'art de Jean-Christophe Menu, La Bande dessinée et son double : Langages et marges de la bande dessinée, soutenue à la Sorbonne en janvier 2011.
Depuis 2011, Pierre Fresnault-Deruelle est chercheur associé au laboratoire InTRu, à l'Université de Tours.

## Publications
- La Bande dessinée (Essai d’analyse sémiotique). L’univers et les techniques de quelques “comics” d’expression française, Hachette, « Littérature », 1972
- Récits et discours par la bande. Essai sur les comics, Hachette, coll. « Essais », 1977
- La Chambre à bulles. Essai sur l’image du quotidien dans la bande dessinée, UGE, coll. « 10/18 », 1977
- L’Image manipulée [Images fixes, I], Edilig, 1983
- Les Images prises au mot [Images fixes, II], Edilig, 1989
- L’Éloquence des images [Images fixes, III], PUF, 1993
- L’Image placardée [Images fixes, IV], Nathan, 1997
- Des images lentement stabilisées. Quelques tableaux d’Edward Hopper, L’Harmattan, 1998
- Hergé ou les secrets de l’image, Moulinsart Éditions, 1999
- Petite Iconologie des images peintes, L'Harmattan, 2000
- (sous la dir. de P. Fresnault-Deruelle), Un regard télévisuel sur l’art. La série Palettes d’Alain Jaubert, L’Harmattan / INA, 2002
- Le Silence des tableaux, L'Harmattan, 2004
- (sous la dir. de P. Fresnault-Deruelle et Jacques Samson), Poétiques de la bande dessinée, L'Harmattan, 2007
- Images à mi-mots : Bandes dessinées, dessins d'humour, Les Impressions nouvelles, 2008
- La Bande dessinée, Armand Colin, coll. « 128 pages », 2009
- Hergéologie. Cohérence et cohésion du récit en images dans les aventures de Tintin, PUFR, coll. « Iconotextes », 2011
- L'intelligence des affiches, Pyramyd, 2011
- Hergé ou la Profondeur des images plates, Moulinsart éditions, 2012
- Edgar P. Jacobs ou l'image inquiétée, PUFR, coll. « Iconotextes », 2017
- Les rêves de Tintin. Entre métaphores et métamorphoses, Georg, 2017
- Images politiques. Acclamer, réclamer, proclamer, PUFR, coll. « Iconotextes », 2017
- Hergé ou le retour de l'indien. Une relecture des 7 Boules de cristal, Sépia, 2021